# Feminacionalisme
Feminacionalisme o femonacionalisme (acrònim de feminisme i nacionalisme) és un terme que descriu l'associació entre un tipus d'ideologia nacionalista i alguns postulats del moviment feminista amb motivacions xenòfobes.
El terme va ser originalment proposat per l'acadèmica Sara R. Farris per referir-se als processos pels quals certs poders s'alineen amb algunes les reivindicacions del moviment feminista amb la finalitat de justificar posicions racistes, xenòfobes o aporòfobes, recolzant-les sobre els prejudicis que les persones migrants han de ser forçosament masclistes i que la societat occidental és completament igualitària. D'aquesta forma, es fa ús de les dones i els drets aconseguits per sostenir postures en contra de la immigració, cosa cada vegada més comuna entre partits d'ultradreta.
Les principals crítiques a aquest fenomen se centrar l'ús parcial i sectari que es fa del moviment feminista per emparar finalitats basades en la intolerància, obviant el propi sexisme i la falta d'una igualtat real en la societat occidental en el seu conjunt.